# Édouard Marcelle
Édouard Charles Georges Marcelle (ur. 1 października 1909 w Reims, zm. 9 listopada 2001 tamże) – francuski wioślarz, srebrny medalista olimpijski.
Wystąpił na igrzyskach olimpijskich w Amsterdamie w 1928, gdzie Francuzi w składzie: Armand Marcelle, Édouard Marcelle i Henri Préaux (sternik) zdobyli srebrny medal w dwójkach ze sternikiem. W finale walkę o złoty medal przegrali ze Szwajcarami o 5,8 sekundy. Był to jego jedyny start olimpijski.
Armand Marcelle był jego starszym bratem.